# Pionerskij
Pionerskij (russisk: Пионе́рский; tr. Pionérskij), indtil 1946 kendt som Neukuhren (tysk: Neukuhren; polsk: Kursze; litauisk: Kuršiai), er en by i Rusland. Byen ligger i Kaliningrad oblast, der er en russisk eksklave mellem Polen og Litauen.
Pionerskij ligger på halvøen Samland på den sydøstlige kyst af Østersøen mellem badebyerne Zelenogradsk og Svetlogorsk, og ca. 35 kilometer nord for byen Kaliningrad. Byen har et indbyggertal på 12.928 (2024) indbyggere. Den blev nævnt første gang i 1254  og fik bystatus i 1952. Ruslands præsidents residens "Jantar" og det eneste føderale børneortopædiske sanatorium i Rusland "Pionersk" er placeret i byen.